# Vladimir Shishelov
Vladimir Aleksandrovich Shishelov (Apšeronsk, 8 novembre 1979) è un ex calciatore uzbeko, di ruolo attaccante.